# Řády, vyznamenání a medaile Severní Makedonie

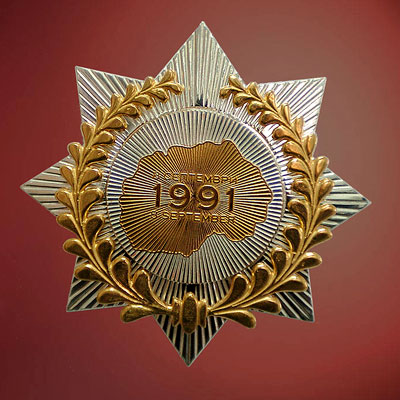
Řád 8. září

Systém státních vyznamenání Severní Makedonie upravuje zákon O udílení vyznamenání a ocenění Severní Makedonie. Tento zákon byl přijat dne 27. června 2002. Podle tohoto zákona měla republika pět řádů a dvě medaile. V roce 2012 byl zákon novelizován a byly přidány tři medaile a v roce 2016 další medaile. Vyznamenání jsou udílena úřadujícím prezidentem Severní Makedonie. Návrhy nominací na udělení vyznamenání posuzuje Komise pro udílení vyznamenání a ocenění, čtrnáctičlenný orgán jmenovaný prezidentem, který plní funkci poradního orgánu v otázkách státních vyznamenání. Statní vyznamenání Severní Makedonie mohou být udělena jednotlivcům i organizacím, a to občanům Severní Makedonie i cizím státním příslušníkům. Ocenění se udílí jako uznání úspěchů v sociální, politické, ekonomické nebo vědecko-výzkumné oblasti. Rovněž je lze udělit za zvláště zasloužilou sociální a humanitární pomoc. Udělena mohou být i za přínos k mírovému a stabilizačnímu rozvoji Severní Makedonie, přínos k demokratickému rozvoji, vynikající výsledky v práci nebo za velkou osobní odvahu při obraně Severní Makedonie. Ocenění mohou být udílena i posmrtně.

## Historie
Se ziskem nezávislosti byl proveden pokus o zavedení systému státních vyznamenání Makedonské republiky již 12. září 1995, kdy byl přijat Zákon o vyznamenáních a oceněních Makedonské republiky. Zákon zavedl šest řádů a čtyři medaile, listinu a plaketu. Řády založené tímto zákonem byly Řád republiky, Řád Ilinden 1903–1944, Řád Osmého září, Řád za zásluhy o Makedonskou republiku, Řád za vojenské zásluhy a Řád odvahy. Medaile založené tímto zákonem byly Medaile za zásluhy o Makedonskou republiku, Medaile za vojenské zásluhy, Medaile za odvahu a Medaile za odvahu s dubovým věncem.
Přestože byl nový zákon přijat v roce 2002, vzhled řádů, medailí a Charty Republiky Makedonie byly stanoveny až v roce 2005, kdy byla přijata příslušná rozhodnutí o jejich vzhledu a materiálu. Dne 18. října 2004 jmenoval prezident Branko Crvenkovski první komisi pro vyznamenání a ocenění, kterou vedl akademik Cvetan Grozdanov a komise měla 12 členů. Bezprostředně poté v listopadu 2004 byla vyhlášena veřejná soutěž na designové řešení insignií. Do soutěže bylo přihlášeno 243 návrhů. Komise pro hodnocení designů, které předsedal Tome Serafimovski, provedla výběr vítězných návrhů. V březnu 2005 byla vybrána firma na výrobu vyznamenání, GSG Exclusive sídlící ve Skopji. Slavnostní představení makedonských vyznamenání proběhlo dne 22. dubna 2005.

## Řády
- Řád Republiky Makedonie (Орден на Република Македонија) byl založen dne 27. června 2002. Udílen je za mimořádnou službu při zvyšování suverenity Makedonie, rozvoj mezinárodních vztahů a za další služby národu.[6]
- Řád 8. září (Орден 8ми септември) byl založen dne 27. června 2002. Udílen je za vytváření, rozvoj a posilování přátelských vztahů a mírové spolupráce, stejně jako za posilování mezinárodní prestiže Severní Makedonie.[7]
- Řád Ilinden 1903 (Орденот Илинден 1903) byl založen dne 27. června 2002. Udílen je za zásluhy v boji za národní a sociální osvobození, za mimořádný přínos k národnímu právnímu a sociálnímu rozvoji a za posílení komunitních vztahů v zemi.[8]
- Řád za zásluhy Makedonie (Орден за заслуги за Македонија) byl založen dne 27. června 2002. Udílen je za přínos k politickému, společenskému a kulturnímu životu v zemi.[9]
- Řád za vojenské zásluhy (Орден за воени заслуги) byl založen dne 27. června 2002. Udílen je za výjimečné zásluhy v oblasti národní obrany a bezpečnosti.[10]

## Medaile
- Medaile za zásluhy pro Makedonii (Медал за заслуги за Македонија) byla založena dne 27. června 2002. Udílena je jednotlivcům i institucím za úspěchy, které měly přínos k významnému rozvoji a propagaci Makedonie ve všech oblastech života a práce a k rozvoji přátelských vztahů mezi Makedonií a dalšími zeměmi, mezinárodními organizacemi či sdruženími.[11]
- Medaile za statečnost (Медал за храброст) byla založena dne 27. června 2002. Udílena je příslušníkům ozbrojených sil Severní Makedonie, zaměstnancům ministerstva vnitra a dalším lidem za osobní odvahu a obětavost při obraně územní celistvosti a svrchovanosti republiky nebo při ochraně lidských práv.[12]
- Medaile cti
- Medaile věčného slunce
- Medaile za účast na humanitárních či mírových operacích mimo území Makedonské republiky

## Ostatní
- Charta Republiky Makedonie